# Chrášťany (Kolín)
Chrášťany è un comune della Repubblica Ceca facente parte del distretto di Kolín, in Boemia Centrale.